# Labeobarbus natalensis
Labeobarbus natalensis és una espècie de peix pertanyent a la família dels ciprínids.

## Descripció
- Fa 68,3 cm de llargària màxima i 4.628 g de pes.[3][4]

## Reproducció
Els mascles assoleixen la maduresa sexual en arribar als 10 cm de llargària màxima, mentre que les femelles ho fan als 15. Es reprodueix a l'estiu: es desplaça aigües amunt i fresa damunt de fons de grava.

## Alimentació
Menja algues, larves d'insectes i crancs.

## Hàbitat
És un peix d'aigua dolça, bentopelàgic i de clima subtropical (25°S - 30°S).

## Distribució geogràfica
Es troba a Àfrica: Sud-àfrica i Zimbàbue.

## Observacions
És inofensiu per als humans.